# William Kennedy Dickson

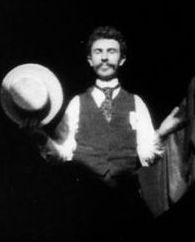
Dickson i Dickson Greeting

William Kennedy Laurie Dickson, född 3 augusti 1860, död 28 september 1935 var en engelsk-skotsk filmproducent och uppfinnare som utvecklade filmkameran under anställning av Thomas Edison.
Dickson föddes i Le Minihic-sur-Rance, Bretagne i Frankrike, med en mor av skotsk härkomst och en engelsk far. Hans far, James Waite Dickson var konstnär, astronom och lingvist, som påstod sig vara släkting i rakt nedstigande led från målaren William Hogarth och från domaren John Waite, mannen som dömdes kung Charles I till döden. Modern Elizabeth Kennedy-Laurie Dickson, som var en begåvad musiker, var släkt med Lauries of Maxwellton (omsjungen i balladen Annie Laurie) och släkt med hertigen av Athol och kungaätten Stuart.